# Американский институт архитекторов
Америка́нский институ́т архите́кторов (англ. American Institute of Architects, сокр. AIA) — основанное в 1857 году профессиональное объединение архитекторов в США.

## Описание
Американский институт архитекторов осуществляет деятельность, направленную на развитие современной архитектуры и повышение профессионального уровня специалистов в этой области, создаются различные программы и изыскиваются источники для их финансирования. Институт ежегодно награждает наиболее удачные проекты в области архитектуры престижными премиями — Золотой медалью в знак признания значительного объёма работы и большого влияния на теорию и практику архитектуры, а также наградой лучшей архитектурной фирме.
В настоящее время членами Американского института архитекторов являются около 80 000 специалистов в области строительства из приблизительно 300 стран и регионов, в том числе США, Великобритании, других стран Европы, Гонконга и других.
Члены общества подразделяются на несколько категорий. Так, архитекторы, имеющие право работать по этой специальности в США, имеют обозначение AIA — Licensed Architect. Остальные его члены входят в категорию Fellow of the AIA (FAIA), то есть члены AIA. Также имеются в его рядах лица, ожидающие получения лицензии, Associate Members и представители родственных специальностей (напр. строительные инженеры — Allied Members). Студенчество же в основном состоит в местных отделениях созданного при Американском институте архитекторов — англ. American Institute of Architecture Students (AIAS).
С 1898 года штаб-квартира института находится в Октагональном доме в Вашингтоне (архитектор — Уильям Торнтон).

## История
Вплоть до первой половины XIX столетия от архитекторов в США не требовалось специальных знаний в этой области, поэтому архитекторами там выступали зачастую каменщики, плотники и представители других подобных строительных профессий. 23 февраля 1857 года в Нью-Йорке состоялось собрание 13 архитекторов, на котором было основано Нью-Йоркское общество архитекторов. Его первым президентом был избран Ричард Апджон. В 1867 году на общем собрании была принята резолюция, согласно которой общество брало на себя обязанность объединения всех архитекторов Американского континента, а также содействия развитию искусства, науки и профессиональных ремёсел. В 1889 году в Американский институт архитекторов влилась чикагская Ассоциация архитекторов Запада.
В связи с тем, что в Вашингтоне, где располагалось правительство США, осуществлялось в основном и распределение официальных заказов на различные архитектурные проекты внутри страны, в 1898 году Ассоциация архитекторов Запада переводит свою штаб-квартиру в Вашингтон, в Октагональный дом, получив для этого мероприятия финансовую поддержку из специального фонда Конгресса США.